# Billie Zangewa
Billie Zangewa, née en 1973 à Blantyre, au Malawi, est une artiste vivant entre Londres et Johannesburg, et travaillant sur des tissus de soie. Sa première exposition personnelle date de 2004. Elle est de plus en plus présente dans les expositions internationales, comme Art Paris Art Fair, fin mars 2017 au Grand Palais à Paris.

## Biographie
Elle est née en 1973 à Blantyre, au Malawi, et est diplômée en Beaux Arts à l’Université Rhodes, en Afrique du Sud. Sa mère travaille le textile, y compris la couture et la broderie.
Dans sa formation artistique, elle a testé plusieurs modes d'expression, mais s'est passionnée finalement pour le travail de la soie, à la fois du fait de l'intérêt pour les tissus, de la luminosité et des effets de reflet de ce tissu bien particulier : « La soie a une qualité de reflet fabuleuse mais en même temps, je pense qu’elle est très moderne et à la pointe de la mode ».
Travaillant à Gaborone, au Botswana, puis à Johannesburg mais aussi à Londres, elle cherche notamment à traduire un regard féminin sur son environnement urbain,. Elle indique dans des entretiens son intérêt pour la photographie de mode et pour l'approche narrative, par exemple, d'Ellen von Unwerth dans ses œuvres. Son travail s'est traduit par la réalisation de sacs à main, utilisant des scènes tirées de la ville de Johannesburg, puis par des collages, utilisant, sur la surface du tissu, du texte, des images, avec une influence pop art, et, quelquefois, des effets dont la broderie, les perles et les nattes,.
Ses premières expositions sont organisées à Gaborone, et Johannesburg,, puis au Cap. Dans la deuxième partie des années 2000, elle est sélectionnée pour plusieurs expositions internationales, en France, en Belgique, à la Biennale de Dakar en 2006, aux États-Unis, au Maroc, en Espagne, aux Pays-Bas, etc., et depuis 2013 dans des expositions telles que 1:54 (foires artistiques consacrées à l'art africain) à Londres ou New York, ou encore Art Paris Art Fair, fin mars 2017 au Grand Palais à Paris,. En 2018, les créations de Billie Zangewa sont mises en exergue dans le Joburg Art Fair. En 2019, c'est une des artistes présentes  dans l'exposition I Am... Contemporary Women Artists of Africa au Musée national d'Art africain de Washington.
Cet accès au marché international est fondamental : « Un art sans marché, cela n’existe pas », fait ainsi remarquer le critique d'art Simon Njami, « Ces pays émergents ne peuvent à eux seuls créer leur marché, ils sont donc obligés de passer par l’international. ».
Depuis 2019, Billie Zangewa est représentée par la Galerie Templon à Paris et Bruxelles. Certaines de ses œuvres ont également intégrées des collections permanentes d'institutions culturelles, telle l'œuvre Constant Gardener, réalisée en 2014, acquise par le  Smithsonian's National Museum of African Art (Musée national d'Art africain) de Washington.

## Expositions
- 1996 : Exposition collective, Gallery Anne, Gaborone, Botswana
- 1997 : With a series Gestures, exposition personnelle, Alliance Française, Gaborone, Botswana
- 1997 : Artists in Botswana, National Gallery of Botswana
- 1999 : Printwork, Rhodes University retrospective, Albany Museum, Grahamstown, Afrique du Sud
- 2001 : Exposition collective, Spark! Gallery, Johannesburg, Afrique du Sud
- 2003 : Handbags, Merely Mortal, Johannesburg, Afrique du Sud
- 2003 : Fashion Design, Design District, Johannesburg, Afrique du Sud
- 2003 : Playtime Festival, Johannesburg, Afrique du Sud
- 2004 : Atelier Award exhibition, pour la lauréate du Gerard Sekoto Award, Absa Gallery, Johannesburg, Afrique du Sud
- 2004 : Brett Kebble Art Award exhibition, Le Cap, Afrique du Sud
- 2004 : Aardklop Festival, Absa top ten, Potchefstroom, Afrique du Sud
- 2005 : Hot in the City, exposition personnelle, Gerard Sekoto Gallery, Johannesburg, Afrique du Sud
- 2005 : Black Fine Art Show, Galerie Intemporel, New York, États-Unis
- 2006 : Nie Meer, exposition collective, De Warande Kunsthalle, Turnhout, Belgique
- 2006 : Biennale de Dakar, Sénégal
- 2007 : Afronism, exposition collective, Afronova Gallery, Johannesburg, Afrique du Sud
- 2007 : Silk Tapestries, exposition personnelle, Afronova Gallery, Johannesburg, Afrique du Sud
- 2007 : Social Fabric, exposition collective, Goodman Gallery, Le Cap, Afrique du Sud
- 2008 : Re/Presentaciones : Ellas, exposition collective, Casa Africa, Las Palmas, Îles Canaries
- 2008 : Stitch by stitch, exposition personnelle, Afronova Gallery, Johannesburg, Afrique du Sud
- 2008 : Fragments, exposition personnelle, Johann Levy Gallery, Paris, France
- 2008 : Vibrant exposure, exposition collective, Amaridian Gallery, New York, États-Unis
- 2009 : 101 Tokyo, International Contemporary Art Fair, Tokyo, Japon
- 2010 : Black Line, solo exhibition, Afronova Gallery, Johannesburg, Afrique du Sud
- 2010 : Space, exposition collective, Museum Africa, Johannesburg, Afrique du Sud
- 2010 : Solo Project, ARCO international contemporary art fair, Madrid, Espagne
- 2010 : Paris+Guests, ArtParis, Grand Palais, Paris, France[11]
- 2010 : Transformations, exposition collective, Johannesburg Art Gallery, Johannesburg, Afrique du Sud
- 2010 : Arte Invisible. Arco Art Fair. Madrid, Espagne.
- 2010 : Johannesburg Art Fair, Johannesburg, Afrique du Sud
- 2010 : SPace. Group show of African artists. Museum Africa, Johannesburg, Afrique du Sud
- 2010 : Marrakesh Art Fair. Marrakech, Maroc
- 2011 : Celebrating 20 artists, exposition collective, MDIS, Johannesburg, Afrique du Sud
- 2011 : En toute innocence, subtilités du corps, exposition collecttive, IF Gallery, Paris, France
- 2011 : Marakesh Art Fair, Palace Es Saadi, Marrakech, Maroc
- 2011 : Art Paris. Stand spécifique par la galerie Magnin-A, Paris, France
- 2011 : Female African Artists group show. Kaddou Diggen. Galerie Le Manége, Dakar, Sénégal
- 2012 : Hollandaise, exposition collective, Stedelijk Museum, Amsterdam, Pays-Bas[12]
- 2012 : Love and Africa, exposition collective, The Menil Collection, Houston, Texas, États-Unis
- 2013 : 1:54, Londres, Grande-Bretagne
- 2014 : Foire internationale d'art contemporain, Paris, France
- 2015 : Body Talk, Bruxelles, Belgique[13],[14]
- 2015 : Making Africa, Vitra Design Museum, exposition collective, Weil am Rhein, Allemagne
- 2015 : Making Africa, Musée Guggenheim, exposition collective, Bilbao, Espagne
- 2015 : 1:54, New York, États-Unis[6]
- 2016 : Body Talk, Metz, France[13]
- 2016 : 1:54, Londres, Grande-Bretagne[15]
- 2016 : 1:54, New York, États-Unis[6]
- 2017 : Art Paris Art Fair, Grand Palais, Paris, France[9]
- 2017 : 1:54, Londres, Grande-Bretagne[16]
- 2018 : Vision of Love, Art Basel Miami Beach, États-Unis
- 2020 : Soldier of Love, Galerie Templon, Paris, France